# Beňuš
Beňuš – wieś (obec) na Słowacji położona w kraju bańskobystrzyckim, w powiecie Brezno. Pierwsze wzmianki o miejscowości pochodzą z 1380 roku.
Według danych z dnia 31 grudnia 2012 roku, wieś zamieszkiwało 1181 osób, w tym 596 kobiet i 585 mężczyzn.
W 2001 roku rozkład populacji względem narodowości i przynależności etnicznej wyglądał następująco:
- Słowacy – 97,15%
- Czesi – 0,92%
- Romowie – 1,42%

Ze względu na wyznawaną religię struktura mieszkańców kształtowała się w 2001 roku następująco:
- Katolicy rzymscy – 90,7%
- Grekokatolicy – 0,42%
- Ewangelicy – 1,34%
- Prawosławni – 0,08%
- Ateiści – 4,61%
- Nie podano – 2,18%

W miejscowości jest przystanek kolejowy Beňuš.